# Cruzeiro EC
Cruzeiro Esporte Clube is een Braziliaanse voetbalclub uit de stad Belo Horizonte in de staat Minas Gerais. Het is een van de succesvolste clubs van Brazilië en het thuisstadion is het Mineirão. De club speelt in de Campeonato Brasileiro Série A, de hoogste voetbaldivisie van Brazilié. De club is opgericht op 2 januari 1921 door Italiaanse kolonisten als Societá Sportiva Palestra Itália. De eigenaar van de club is de Braziliaanse Ronaldo, die de club in december 2021 kocht.
Tijdens de Tweede Wereldoorlog, toen Brazilië bij de geallieerden hoorde en Italië dus de vijand was, veranderde de naam van de club naar Cruzeiro Esporte Clube. Ook de clubkleuren, aanvankelijk groen-wit-rood, de kleuren van de Italiaanse vlag, veranderen naar blauw-wit. Cruzeiro degradeerde op zondag 8 december 2019 voor het eerst in haar geschiedenis door een 0-2 thuisnederlaag tegen Palmeiras. De club was 98 jaar lang actief op het hoogste niveau.

## Geschiedenis

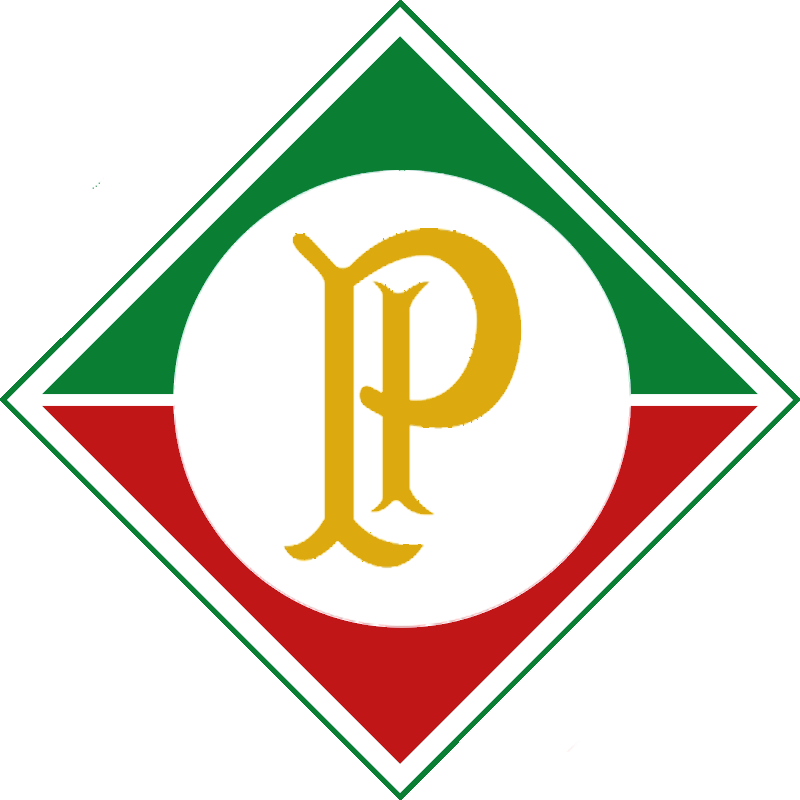
Eerste logo van de club

De club werd op 2 januari 1921 opgericht als SS Palestra Itália, naar het voorbeeld van de club Palestra Itália uit São Paulo, het huidige Palmeiras. De club was voornamelijk voor de Italiaanse arbeiders van de stad, in tegenstelling tot de reeds bestaande clubs Atlético en América die veelal spelers hadden van studenten van invloedrijke en welgestelde families. Cruzeiro was nochtans niet de eerste club voor Italianen in de stad. Reeds in 1910 werd Yale opgericht. Na onenigheden met de club sloten enkele oud-leden van Yale zich bij de nieuwe club aan. Tot 1925 mochten ook enkel maar Italianen bij de club spelen. De club ging in de staatscompetitie spelen, dat op dat moment gedomineerd werd door América, dat van 1916 tot 1925 tien jaar op rij kampioen werd. In 1928 kon Palestra Itália voor de eerste keer kampioen worden. De club won drie titels op rij en moest dan tot 1940 wachten op een volgend succes.
Nadat Brazilië zich in 1942 mengde in de Tweede Wereldoorlog en Italië bijgevolg een vijand werd moesten alle clubs met verwijzingen naar Italiaanse of Duitse namen gewijzigd worden. De clubnaam werd gewijzigd in SE Palestra Mineiro, enkele maanden later werd dat Cruzeiro EC.
Tot 1958 was er geen nationale competitie in Brazilië en was de staatstitel de hoogst mogelijk eer. In 1959 veranderde dat met de invoering van de Taça Brasil, een soort eindronde van de staatskampioenen. Als kampioen van het voorgaande jaar was de eerste eer van Minas Gerais voor rivaal Atlético weggelegd, maar datzelfde jaar nog werd Cruzeiro kampioen waardoor ze in 1960 mochten aantreden. Nadat het kleine Rio Branco moeizaam opzij gezet werd verloor de club in de tweede ronde van Fluminense. Het volgende seizoen versloeg de club Santo Antônio en werd dan door America-RJ verslagen. In 1962 werd Rio Branco-RJ verslagen en daarna verloren ze van Internacional. Na drie titels volgden ook drie seizoenen zonder titel en dus ook zonder nationaal voetbal.
In 1965 nam de club het nieuwe stadion Mineirão in gebruik en dat jaar werd de club opnieuw kampioen en mocht dus weer aantreden in de Taça. Na overwinningen op Americano en Grêmio plaatste de club zich voor het eerst voor de halve finale en versloeg daar Fluminense. In de finale wachtte het ongenaakbaar gewaande Santos van sterspeler Pelé, dat de vorige vijf titels op zijn naam geschreven had. Met onder meer een hattrick van Dirceu Lopes kon Cruzeiro Santos vernederen met een 6-2 nederlaag. In de terugwedstrijd kwam Santos al snel 2-0 voor dankzij goals van Pelé en Toninho Guerreiro, waardoor de club weer hoop kreeg, maar in de tweede helft maakten Tostão en Dirceu Lopes nog gelijk en in de voorlaatste minuut scoorde Natal nog de winnende treffer, Cruzeiro was voor het eerst kampioen. Hierdoor mocht de club ook deelnemen aan de Copa Libertadores 1967. In een groep met vijf clubs speelde de club één keer gelijk tegen Universitario Lima en won de andere zeven groepswedstrijden. In de tweede groepsfase met de Uruguayaanse clubs Nacional en Peñarol strandde de club op één punt van de finale. In de Taça van 1967 mocht de club al in de halve finale aantreden als titelverdediger. De club won met 2-1 van Náutico en verloor de terugwedstrijd met 3-0 waardoor er een derde wedstrijd kwam, omdat die op 0-0 bleef steken ging Náutico naar de finale vanwege een beter doelsaldo. Ook in 1968 was de halve finale het eindstation voor de club die nu verloor van Botafogo.
De Taça kwam aan zijn einde onder andere omdat in 1967 het nieuwe Torneio Roberto Gomes Pedrosa opgezet werd. Aan deze competitie namen niet enkel de staatskampioenen deel, maar wel de sterkste teams uit de grootste competities. In het eerste seizoen eindigde Cruzeiro op een derde plaats in groep A. Twee jaar later bereikte de club de tweede fase en behaalde daar evenveel punten als Palmeiras, maar zag de titel aan zich voorbij gaan door een minder doelsaldo. Het volgende seizoen werd de club groepswinnaar, maar in de tweede fase werden ze dan laatste. Na vijf opeenvolgende titels in de staatscompetitie moesten ze dat jaar daar de titel aan Atlético laten.
In 1971 ging een nieuwe competitie van start die later de naam Série A zou krijgen. Het eerste seizoen leek dit nog enigszins op het Torneio Roberto Gomes Pedrosa, aangezien de sterkste clubs deelnamen, maar al snel nam deze het model van de Taça aan waarin alle kampioenen deel konden nemen, alleen kregen de grootste competities meerdere deelnemers. Na een derde plaats in 1973 werd de club in 1974 vicekampioen. De club verloor de finale om de titel van Vasco da Gama. De club mocht het jaar erop weer deelnemen aan de Copa Libertadores en werd groepswinnaar. In de tweede groepsfase met Independiente en Rosario Central werd de club laatste. Datzelfde jaar werd de club opnieuw vicekampioen in de Série A na een verloren finale van Internacional.
In de Copa Libertadores 1976 speelde de club gelijk tegen Olimpia, maar won de andere vijf groepswedstrijden wedstrijden. In de tweede ronde werden ze ook autoritair winnaar waardoor ze zich plaatsten voor de finale tegen River Plate. Thuis won de club met 4-1 en in Buenos Aires verloren ze met 2-1 waardoor er een derde wedstrijd gespeeld werd op neutraal terrein in Santiago de Chile. Cruzeior kwam twee keer voor maar River Plate kwam telkens langzij, in de 88ste minuut maakte Joãozinho de winnende treffer. Na deze zege mocht de club het in de intercontinentale beker ook opnemen tegen de Europese kampioen FC Bayern München voor de wereldtitel, die ze echter aan de Duitsers moesten laten. De goede resultaten dat jaar vertaalden zich niet naar de Série A, waar ze dat jaar niet eens de derde fase met achttien clubs bereikten. Als titel verdediger mochten ze in 1977 wel nog aan de Copa Libertadores meedoen en zelfs al in de tweede groepsfase aantreden. Cruzeiro plaatste zich opnieuw voor de finale tegen een club uit Buenos Aires, nu Boca Juniors. Beide clubs wonnen thuis met 1-0 waardoor een derde wedstrijd gespeeld werd in Montevideo. Deze wedstrijd bleef onbeslist waarop Boca na strafschoppen won met 5-4.
Hierna kwam er een mindere periode voor de club op nationaal niveau. Tussen 1976 en 1985 eindigde de club slechts één keer in de top tien. Eind jaren tachtig eindigde de club wel weer enkele jaren op rij in de top tien. In 1988 ging de Supercopa Sudamericana van start, een toernooi enkel toegankelijk voor winnaars van de Copa Libertadores. In de eerste editie bereikte Cruzeiro de finale, die ze verloren van Racing Club de Avellaneda. In 1991 en 1992 won de club deze competitie.
In de staatscompetitie eindigde de club in 1991 voor het eerst niet bij de eerste twee. In totaal werd de club in de jaren negentig zes keer staatskampioen en vier keer derde. In 1993 en 1996 won de club ook de Copa do Brasil, een bekercompetitie die sinds 1989 gespeeld wordt. In 1997 eindigde de club slechts twintigste in de Série A, maar bereikte wel de finale van de Libertadores die ze wonnen tegen het Peruviaanse Sporting Cristal. In de wereldbeker verloor de club opnieuw van een Duits team, nu Borussia Dortmund.
Ondanks de internationale successen haalde de club pas in 2003 voor de tweede keer de landstitel binnen. De volgende jaren eindigde de club ook meestal in de subtop en in 2009 bereikte de club opnieuw de finale van de Libertadores, die ze verloren van Estudiantes de La Plata. In 2013 en 2014 werd de club opnieuw landskampioen, in de daaropvolgende Libertadores strandde de club twee keer in de kwartfinale. In 2017 en 2018 won de club opnieuw de Copa do Brasil. Na een achtste plaats in 2018 volgde in 2019 voor het eerst in de geschiedenis een degradatie.
Sinds oktober 2022 heeft Cruzeiro een samenwerkingsverband met PSV Eindhoven.

## Erelijst
Internationaal
- CONMEBOL Libertadores: 1976, 1997
- CONMEBOL Recopa: 1998
- Supercopa João Havelange: 1991, 1992
- Copa de Oro Nicolás Leoz: 1995
- Copa Master de Supercopa: 1994

Nationaal
- Campeonato Brasileiro: 1966, 2003, 2013, 2014
- Copa do Brasil: 1993, 1996, 2000, 2003, 2017, 2018

Inter-staat
- Copa Sul Minas: 2001, 2002
- Copa Centro Oeste: 1999

Staat
- Campeonato Mineiro:1926, 1928, 1929, 1930, 1940, 1943, 1944, 1945, 1956, 1959, 1960, 1961, 1965, 1966, 1967, 1968, 1969, 1972, 1973, 1974, 1975, 1977, 1984, 1987, 1990, 1992, 1994, 1996, 1997, 1998, 2003, 2004, 2006, 2008, 2009, 2011, 2014, 2018, 2019
- Taça Minas Gerais: 1973, 1982, 1983, 1984, 1985

## Statistieken
| Speler | Speler       | Wed. |
| ------ | ------------ | ---- |
| 1.     | Fábio        | 824  |
| 2.     | Zé Carlos    | 633  |
| 3.     | Dirceu Lopes | 610  |
| 4.     | Piazza       | 566  |
| 5.     | Raul         | 557  |
| 6.     | Eduardo      | 556  |
| 7.     | Vanderlei    | 538  |
| 8.     | Joãozinho    | 485  |
| 9.     | Henrique     | 471  |
| 10.    | Palhinha     | 457  |

| Speler | Speler        | Goals |
| ------ | ------------- | ----- |
| 1.     | Tostão        | 245   |
| 2.     | Dirceu Lopes  | 223   |
| 3.     | Niginho       | 207   |
| 4.     | Bengala       | 168   |
| 5.     | Ninão         | 167   |
| 6.     | Marcelo Ramos | 162   |
| 7.     | Palhinha      | 145   |
| 8.     | Alcides Lemos | 144   |
| 9.     | Joãozinho     | 118   |
| 10.    | Raimundinho   | 112   |

## Bekende (oud-)spelers
- Alex
- Brito
- Dida
- Giovane Élber
- Pablo Forlán
- Fred
- Geovanni
- Heurelho Gomes
- Jairzinho
- Maicon
- Jonathan Cícero Moreira
- Dirceu Lopes
- Jonathas
- Kerlon
- Dirceu Lopes
- Marcelo Moreno
- Maxwell
- Nelinho
- Wilson Piazza
- Ronaldo
- Juan Pablo Sorín
- Toninho Cerezo
- Tostão
- Roberto César

## Bekende coaches
- Luiz Felipe Scolari
- Vanderlei Luxemburgo